# Skałki Andrychowskie
Skałki Andrychowskie – seria skalna w rejonie Andrychowa, występująca pomiędzy dwiema płaszczowinami: na płaszczowinie podśląskiej, pod płaszczowiną godulską. Zbudowana ze skał różniących się pod względem pochodzenia i genezy od skał budujących Beskid Mały. Skały te są porwakami tektonicznymi (lub olistolitami) gnejsów i granitognejsów, pochodzących sprzed dewonu, wapieni górnej kredy i paleogenu oraz margli i zlepieńców.
Skałki występują na stanowiskach:
- Pańska Góra 1 – w znajdującym się na południowych stokach góry kamieniołomie (wiek skał ok. 40 mln lat)
- Pańska Góra 2 – znajdujący się na północnym zboczu blok gnejsu o wymiarach 30 m grubości i 200 m długości
- Skały wapienne w górze Wapiennica nad Inwałdem
- Na północnych stokach Złotej Górki w Roczynach i Brzezince Dolnej
- Kiczora (nad Targanicami) – wapienie tytonu, margle i wapienie senonu oraz mszywiołowo-litotamniowe wapienie paleogenu[3].